# Montañas Yin
Las montañas Yin (en chino tradicional, 陰山; en chino simplificado, 阴山; pinyin, Yīnshān; literalmente, ‘montaña sombra’) son unas montañas del Asia Central localizadas en una región de estepa y que forman la frontera meridional de la parte oriental del desierto de Gobi de Mongolia Interior, así como la parte norte de la provincia de Hebei.
La cadena se extiende cerca de 1000 km, comenzando en el suroeste como montes Lang (Lang Shan) en la parte septentrional de la curva del río Amarillo, alcanzando unos 2300 m sobre el Distrito Linhe de Mongolia Interior, cayendo a unos modestos 1.500 m al norte de la ciudad de Bayannur, ensanchándose hacia una desierta meseta al norte de Baotou, y extendiéndose al noreste hasta Jehol.
Entre otras cosas, las montañas se caracterizan por la existencia de petroglifos.

## Historia
El poeta chino Bai Juyi (772-846), que vivió durante la dinastía Tang escribió un poema sobre las «carreteras de Yinshan".
El rey Goujian de Yue planteó en vida una trampa perfecta para disimular la ubicación de su tumba. Según los registros históricos, Gou Jian ordenó talar árboles de las montañas Yin y Muke en dos ocasiones. La primera fue después de liberarse del control del reino Wu. Más de 3.000 personas talaron los bosques durante más de un año. Sin embargo, Gou Jian sólo ofreció dos enormes troncos al rey de Wu. La segunda tala se llevó a cabo el segundo año después del desplazamiento de la capital a Langya. Esta vez empleó varias galetas y miles de soldados.
Además, según el Libro de Yue, un monte a 7,5 km de la capital vieja fue elegido por Gou Jian como lugar de su tumba, aunque su construcción se tuvo que suspender debido al desplazamiento de la capital.